# ヨロ (アイシンギョロ氏)
ヨロ(岳楽)は、清の太祖ヌルハチの孫、アバタイの第四子。アイシンギョロ氏。史料上ではしばしば封号「安親王」で記載される。
順治年間に、四川で大量殺戮をはたらいていた張献忠をホーゲとともに征討した。康熙年間に三藩の乱が勃発すると、大将軍に任命されて江西と湖南の失地を恢復し、数々の武功を立てて康熙帝から郊労の礼を受けた。
宗人府の事務をとりしきり権勢をふるったが、歿後、冤罪により爵位を剥奪されたとして諾尼に弾劾され、断罪されて郡王に降格された。この事件は更にその子孫にも影響を及ぼし、爵位を剥奪された恨みから子孫が康熙帝・雍正帝と反目する要因になった。

## 略年表
明天啓5年・清天命10年 (1625)
- 多羅饒餘郡王アバタイの第四子として出生。[2](以下、【 】内は満年齢。)

順治3年 (1646)【11歳】
- 正月21日：張献忠討伐のため、ホショイ粛親王ホーゲに随い四川に出征。[3][4]

順治6年 (1649)【14歳】
- 10月3日：ドロイ･ベイレに陞爵。[5]

順治8年 (1651)【16歳】
- 2月20日：郡王に陞爵し、ドロイ安郡王に改号。[6]
- 閏2月1日：ヨロの姉夫・寧塞がドロイ･エフに昇格。[7]

順治9年 (1652)【17歳】
- 2月5日：工部事務を掌握。[8]
- 10月20日：議政に参与。[9]

順治10年 (1653)【18歳】
- 帰化城 (現内蒙古自治区フフホト市) 防衛の為、宣威大将軍に就任。[10]

順治12年 (1655)【20歳】
- 8月14日：宗人府左宗正に就任。[11]
- 12月26日：ハルハ(喀爾喀)部蒙古トゥシェート(土謝図)汗らからの媾和打診を承け、宗人府で和議、誓約締結。[12]

順治14年 (1657)【22歳】
- 11月8日：ドロイ安親王に陞爵。[13]

順治18年 (1661)【26歳】
- 正月9日：僅か満6歳の愛新覚羅･玄燁 (康熙帝) が践祚。[14]

康熙元年 (1662)【27歳】
- 3月1日：ヨロの父・ドロイ饒餘郡王アバタイ (阿巴泰) に親王を追贈。[15]
- 3月13日：総裁として携わった玉牒監修が完了。[16]

康熙9年 (1670)【35歳】
- 3月3日：玉牒監修の総裁官に再任。[17]

康熙11年 (1672)【37歳】
- 正月20日：八子・塞冷額が三等輔国将軍に冊封。[18]

康熙13年 (1674)【39歳】
- 9月24日：三藩の乱勃発を承け、康熙帝はヨロを定遠平寇大将軍に任命。[19]
- 10月6日：勅印を授かり、西長安門から出発。[20]
- 12月20日：安福 (現江西省吉安市安福県) 恢復を上奏。[21]
- 12月27日：都昌 (現江西省九江市都昌県) 恢復を上奏。[22]

康熙14年 (1675)【40歳】
- 正月29日：湖南移動の勅旨に対し、江西平定優先を主張。[23]
- 2月9日：上高 (現江西省宜春市上高県)、新昌 (現江西省宜春市宜豊県?) 恢復を上奏。[24]
- 4月1日：餘干 (現江西省上饒市余干県) 恢復を上奏。[25]
- 4月22日：東郷 (現江西省撫州市東郷区) 恢復を上奏。[26]
- 5月4日：建昌 (現江西省撫州市南東部) 恢復を上奏。[27]
- 5月25日：萬年 (現江西省上饒市万年県)、安仁 (現湖南省郴州市安仁?)、[28]広信 (現江西省上饒市) 恢復を上奏。[29]
- 6月7日：饒州 (現江西省上饒市) 平定を上奏。[30]
- 7月24日：浮梁 (現江西省景徳鎮市浮梁県)、楽平 (現江西省景徳鎮市楽平市) 、宜黄 (現江西省撫州市宜黄県)、崇仁 (現江西省撫州市崇仁県)、楽安 (現江西省撫州市楽安県) 恢復を上奏。[31]
- 9月9日：靖安 (現江西省宜春市靖安県) 恢復を上奏。[32]
- 11月20日：貴溪 (現江西省鷹潭市貴溪市) を攻略。[33]

康熙15年 (1676)【41歳】
- 2月26日：萍郷 (現江西省萍郷市) 恢復を上奏。[34]

康熙16年 (1677)【42歳】
- 正月22日：康熙帝はヨロの第15子・馬爾渾を世子 (親王の嫡子) に冊封。[35]
- 瀏陽 (現湖南省長沙市瀏陽市) で敵兵1,000余を破り、平江 (現湖南省岳陽市平江) を攻略。

康熙17年 (1678)【43歳】
- 9月11日：三藩の乱の首魁の一人・呉三桂の戦死を承け、康熙帝が長沙攻撃を指示。[36]

康熙18年 (1679)【44歳】
- 2月3日：岳州 (現湖南省岳陽市)、長沙 (現湖南省長沙市) 恢復を上奏。[37]
- 2月11日：湘潭 (現湖南省湘潭市：参考毛沢東の出生地) 恢復を上奏。[38]ついで衡州 (現湖南省衡陽市)、宝慶 (現湖南省邵陽市) を攻略。
- 8月18日：武岡 (現湖南省邵陽市武岡市) 、楓木嶺不詳恢復を上奏。[39]
- 11月24日：ヨロは帰還を命じられ、武岡の留守役を任された章泰に、定遠平寇大将軍の職位と敕印を委譲。[40]
- 12月13日：贋太子・朱慈燦を捕縛したというヨロからの上奏に対し、康熙帝は京師への連行を指示。[41]

康熙19年 (1680)【45歳】
- 正月21日：ヨロに凱旋命令。康熙帝は「朕將計日以待」(汝の凱旋を指折り待つ) という言葉とともに駱駝、良馬を贈与。[42]
- 3月8日：康熙帝が在京の諸王、ベイレ、ベイセ、公および満漢大臣を引率れて郊外の蘆溝橋に駐輦。[43]
- 3月9日：康熙帝が盧溝橋の南20里においてヨロ一行の凱旋を歓迎。[44]
- 10月22日：ヨロの娘が郡主に、婿・鼐格がホショイ･エフに冊封。[45]

康熙20年 (1681)【46歳】
- 12月22日：宗人府事務を掌握。[46]

康熙27年 (1688)【53歳】
- 簡親王・雅布とともにガルダン･ハーン侵攻に備えソニド (現内蒙古自治区シリンゴル盟ソニド左旗・右旗) に進軍。

康熙28年 (1689)【54歳】
- 2月：薨去。

康熙39年 (1700)【死後11年】
- 12月14日：ドロイ･ベイレの爵位を剥奪された諾尼が故人となったヨロを告訴。[47]
- 12月24日：故人ヨロに有罪判決が下され、諡号剥奪の上、郡王に降格。[48]

## 諾尼雪辱騒動
ヌルハチの次子・ダイシャンの曾孫・諾尼は、ヨロの従姪孫 (従兄弟の孫) にあたり、ヨロが郡王から親王に昇格する一年前の順治13年 (1656) にドロイ･ベイレに冊封された。しかし康熙4年 (1665)、当時宗人府左宗正であったヨロ (30歳) が、ハラチン部タイジ畢喇什(順治3年に死去) の妻の言い分を鵜呑みにして公正さを缺いた審判を下した為、諾尼とその母 (都統・佟養性の娘) は冤罪を着せられ、更に諾尼はドロイ･ベイレの爵位を剥奪された。
畢喇什の妻は岳託の次女で、ウラナラ氏アバイの娘を母にもち、県主に冊封されていた (康熙17年死去)。岳託はダイシャンの子で、諾尼の祖父にあたる。諾尼の父・ロロホンは岳託とハダ末代国主ウルグダイの娘との間の子であり、即ち畢喇什の妻と諾尼の父・ロロホンとは、共通の父・岳託をもつ異母兄妹にあたる。諾尼の嫡妻はこの県主たる叔母とハラチン部タイジ畢喇什の間にできた娘であり、従って諾尼の従妹にあたる。
冤罪から35年後、即ちヨロ薨去から11年経った康熙39年 (1700)、諾尼は宗人府を相手に当時の審判に対する不服を申し立てた。康熙4年はスクサハ、ソニン、オボイ、エビルンの四大臣が幼帝の摂政として国家を運営していた時代である。親政を始めて既に30年以上経った康熙帝は事情を一通りききおわると、諾尼に無罪を言い渡してドロイ･ベイレに復位させた一方、既に他界しているとはいえ、無実の人に冤罪を着せて名誉を害ったとしてヨロを郡王に降格させた｡
康熙帝は更にヨロの第17子・経希の僖郡王の爵位と、第19子・務爾占のグサイ･ベイセの爵位をそれぞれ剥奪し、共に鎮国公に降格させた。第15子・瑪爾琿が承襲した安郡王の爵位と、第16子・塞布礼の輔国将軍の爵位および副都統の職位、八子・塞楞額の子・色痕図の奉国将軍の爵位は剥奪を免れた。

## 逸話
- 『湯若望傳』の記載に拠れば、世祖フリン (順治帝) が天然痘に感染した際、フリンは帝位を安親王ヨロに譲渡しようとしてお抱え独人宣教師・湯若望 (アダム･シャール)の見解を求めたが、湯若望は傍系への譲位は政治の不安定を招く恐れがあるとして、考え直すよう諫言したという。[55]
- 順治初頭、明朝末代崇禎帝の岳父・周奎の邸宅に「明太子」[56]を自称する者が現れた為、明朝の元使用人らを呼んで真偽を判じさせた (結果として自称皇太子はドルゴンに贋者と断定され斬首されたが、現代では本物説が有力)。その後、三藩の乱が勃発すると、今度は京師に「朱慈璊」が現れ「三太子」を自称した。この人物は「広徳」と自ら改元し、徒党を募って叛乱を起こしたが、蜂起に失敗し逃亡した。捕らえられた自称「三太子」は本名を楊起隆といい、やはり贋者であった。そしてヨロが楓木嶺に駐箚していた折、新化 (現湖南省婁底市新化県) の僧寺で「朱慈燦」を名告る者が捕縛された。素性をきくと崇禎帝の長子で、戦乱を掻い潜って南明の首都が置かれていた南京 (現江蘇省南京市) まで逃げおおせたが、南明の"皇帝"・弘光帝に入獄させられた後、釈放されて庶民となり、和尚に従って出家し、永州 (現湖南省永州市) と宝慶 (現湖南省邵陽市) の間を行き来していたという。ヨロは「朱慈燦」を京師に連行したが、康熙帝が「朱慈璊」(楊起隆)の一味に会わせたところ、互いに知らぬという為、結局「朱慈燦」は斬首された。[2]

## 妻妾子女
本章は基本的に『愛新覺羅宗譜』に拠り、補足情報にのみ脚註を附した。尚、以下の日附は(　)の西暦を除きすべて旧暦。また年齢はすべて満年齢。
ヨロには都合20人の子が生まれたが、成人したのは六人だけで、且つその内の四人は赫舍里ヘシェリ氏ソンゴトゥの妹 (ソニンの娘) の胎、残り二人は張賽諸不詳の娘の胎である。
成人した六人のうち五人が封爵された。数々の武功を挙げたヨロの血脈にも拘らず傑出した軍事家は輩出されず、詩歌、書画、弾琴など文化芸術を愛する高雅の士を多く輩出した。第15子の瑪爾琿は「古香主人」を自称し、『敦和堂集』を著した。瑪爾琿の描いた鍾馗は孫星衍のコレクションの中にみられる。同母弟で第19子の務爾占は号を雪斎といい、やはり詩歌、書画に優れていた。ヨロの娘・六郡主は遥か彼方モンゴルまで嫁いだが、30歳にして鬱病により草原の玉と散った。一説にはやはり詩画ともに秀で、その手になる梅の画は、生命力あふれる花と枯れかかった花とが対比的に描かれ、あたかも自身の運命を嘆くかのような悲哀さが同時代人の同情を誘ったという。女児が兄弟とともに詩を吟じ画を作るという、まさに文学芸術の息吹が漂う貴族家庭であったことがうかがえる。

### 正室
- 博爾済吉特ボルジギン氏：扎薩克ベイレ董戴淸の娘。子三、いづれも夭折。
  - 子・他塔海：長子。崇徳7年 (1642) 5月13日生。順治8年 (1651) 11月20日、九歲で夭折。
  - 子・徳素：次子。崇徳8年 (1643) 5月1日生。順治8年 (1651) 11月21日、八歲で夭折。
  - 娘：長女。順治元年11月20日生。順治6年3月、五歳で夭折。
  - 子・阿達海：三子。順治3年 (1646) 4月13日生。同年 (1647) 12月20日、一歳に満たず夭折。

### 継室
- 納喇ナラ氏：二番目の正室。軽車都尉・達爾呼他の娘。無子。
- 赫舍里ヘシェリ氏：三番目の正室。[58]輔政大臣公・ソニンの娘。子六、内二人が夭折。
  - 子・瑪尼：第14子。康熙元年 (1662) 9月11日生。康熙3 (1664) 年10月4日、二歳で夭折。
  - 子・瑪爾琿：第15子。瑪爾渾とも。[35]康熙2年 (1663) 11月29日生。康熙16年、世子。康熙29年2月、ドロイ安郡王。康熙40年正月、宗人府事務。康熙48年11月11日薨去、享年47歲、諡慤。宗室王公詩を『宸萼集』として編纂。[57]子四。
    - 孫・華玘：康熙24年11月20日生。母は継福晋 (継室)・佟佳氏：内大臣・佟国綱の娘 (佟国維の姪) 。康熙49年2月、ドロイ安郡王。康熙58年9月8日薨去、享年35歲、諡節。子二。安郡王の爵位はその後、継承権が宙に浮いていたが、雍正12年に世襲停止。[57][59]
      - 曾孫：不詳。
        - 玄孫・奇昆：乾隆43年、アバタイ、ヨロの功績を評して輔国公に冊封。世襲復活。[59]

  - 娘：第11女。康熙3年2月12日生。康熙19年10月[45]、郡主に冊封。婿は散騎侍郎の納喇氏鼐格。
  - 子・経希：第17子。景煕、岳希とも。康熙7年3月21日生。康熙21年正月、ドロイ僖郡王。康熙39年8月、父ヨロ断罪の煽りを承けて鎮国公に降格され、爵位世襲権も剥奪。康熙54年10月、都統。康熙55年11月、宗人府右宗正。康熙56年8月5日歿、享年49歲。子六。[59]
  - 子・蘊瑞：第18子。袁端、岳端とも。康熙9年12月21日生。康熙23年正月、ドロイ勤郡王。康熙29年2月、グサイ･ベイセに降格。康熙37年4月、グサイ･ベイセを剥奪。康熙43年3月4日歿、享年35歲。字は兼山または正文、号は紅蘭室主人、玉池生、東風居士、長白十八郎 (第十八子に因む) など。[57]詩詞に長けていた。[57]子一。
  - 子・務爾占：第19子。呉爾占、伍爾占とも。康熙11年9月23日生。雍正元年3月、断罪され子孫諸共宗籍剥奪、盛京 (現遼寧省瀋陽市) に配流。雍正2年正月17日歿、享年53歲。乾隆元年3月、アイシンギョロの血脈であることを記録に貽す為、紅帯子を与え、玉牒の末尾に追加。子二。
  - 子・賛扎：第20子。康熙12年2月1日生。康熙14年4月4日、三歳で夭折。

### 側室 (側福晋)
- 烏亮海済爾莫特氏[60]：萬且他布囊の娘。子一、夭折。
  - 子・布鼐：第12子。順治18年 (1661) 9月12日生。康熙元年 (1662) 4月24日、一歳に満たず夭折。
- 伊爾根覚羅イルゲンギョロ氏：子宋郭図の娘。無子。
- 博爾済吉特ボルジギン氏：頭等侍衛・錫喇の娘。無子。

### 側室 (庶福晋)
- 劉氏：劉芳声の娘。子二、いづれも夭折。
  - 子・青盛：六子。順治15年2月24日生。順治17年 (1660) 11月26日、二歲で夭折。
  - 子・僧保：第13子。順治18年 (1661) 10月26日生。康熙7年12月24日、七歳で夭折。
- 卞氏：卞化鳳の娘。子一、夭折。
  - 子・阿裕錫：四子。順治14年11月17日生。順治16年 (1659) 3月5日、一歲で夭折。
- 周氏：周雅住の娘。子二、いづれも夭折。
  - 子・阿弼達：五子。順治14年11月24日生。順治15年正月11日、一歲に満たず夭折。
  - 子・雅図：九子。順治16年 (1659) 5月16日生。順治18年 (1661) 正月7日、一歲で夭折。
- 博爾済吉特ボルジギン氏：達穆巴礼の娘。子二、いづれも夭折。
  - 子・図蘭塞：七子。順治15年3月3日生。順治17年 (1660) 10月26日、二歲で夭折。
  - 子・五十八：十子。順治17年 (1660) 7月6日生。順治18年 (1661) 8月29日、一歳で夭折。
- 張氏：張賽諸の娘。子三、内一人が夭折。
  - 子・塞楞額：八子。塞冷額とも。[18]順治15年12月2日生。康熙11年正月、三等輔国将軍。康熙33年4月、護軍統領。康熙38年7月24日歿、享年42歲。子七。
    - 孫・色痕図：母・賈佳氏は巡撫・漢復の娘。

  - 子・艾滋：第11子。順治17年 (1660) 8月12日生。順治18年 (1661) 4月12日、一歳に満たず夭折。
  - 子・塞布礼：第16子。康熙3年 (1664) 5月25日生。康熙17年、三等輔国将軍。康熙40年10月、護軍統領。康熙44年9月、護軍統領を免黜。康熙47年4月、輔国将軍を剥奪。康熙60年3月7日歿、享年56歲。子八。
- 納喇ナラ氏：恩特の娘。無子。

### 側室 (媵妾)
- 詹氏：詹綬交の娘。無子。
- 兪氏：兪大の娘。無子。
- 張氏：張元聰の娘。無子。

## 脚註・参照先
1. 1 2 3  “(愛新覺羅)岳樂” (華語). 人名權威 人物傳記資料庫.   中央研究院歷史語言研究所. 2024年1月3日閲覧。
2. 1 2  “諸王三 (安和親王岳樂)”. 清史稿. 217. 清史館
3. ↑  “順治3年1月21日段3806”. 世祖章皇帝實錄. 23. 不詳
4. ↑  参考：维基百科「岳乐」では「初封奉恩辅国公，顺治五年袭奉恩镇国公。」としているが、『世祖章皇帝實錄』巻23に「……鎭國公・喀爾楚渾、岳樂、努賽等、統官兵、征四川。」とある通り、順治3年に出征した時点で既に鎮国公になっている。
5. ↑  “順治6年10月3日段4765”. 世祖章皇帝實錄. 46. 不詳
6. ↑  “順治8年2月20日段5043”. 世祖章皇帝實錄. 53. 不詳
7. ↑  “順治8年閏2月1日段5054”. 世祖章皇帝實錄. 54. 不詳
8. ↑  “順治9年2月5日段5303”. 世祖章皇帝實錄. 63. 不詳
9. ↑  “順治9年10月20日段5492”. 世祖章皇帝實錄. 69. 不詳
10. ↑  “順治10年7月28日段5731”. 世祖章皇帝實錄. 77. 不詳
11. ↑  “順治12年8月14日段6287”. 世祖章皇帝實錄. 93. 不詳
12. ↑  “順治12年12月26日段6390”. 世祖章皇帝實錄. 96. 不詳
13. ↑  “順治14年11月8日段6974”. 世祖章皇帝實錄. 113. 不詳
14. ↑  “順治18年1月9日段8005”. 聖祖仁皇帝實錄. 1. 不詳
15. ↑  “康熙1年3月1日段8318”. 聖祖仁皇帝實錄. 6. 不詳
16. ↑  “康熙1年3月13日段8325”. 聖祖仁皇帝實錄. 6. 不詳
17. ↑  “康熙9年3月3日段10181”. 聖祖仁皇帝實錄. 32. 不詳
18. 1 2  “康熙11年1月20日段10652”. 聖祖仁皇帝實錄. 38. 不詳
19. ↑  “康熙13年9月24日段11421”. 聖祖仁皇帝實錄. 49. 不詳
20. ↑  “康熙13年10月6日段11433”. 聖祖仁皇帝實錄. 不詳
21. ↑  “康熙13年12月20日段11489”. 聖祖仁皇帝實錄. 51. 不詳
22. ↑  “康熙13年12月27日段11494”. 聖祖仁皇帝實錄. 51. 不詳
23. ↑  “康熙14年1月29日段11521”. 聖祖仁皇帝實錄. 52. 不詳
24. ↑  “康熙14年2月9日段11530”. 聖祖仁皇帝實錄. 53. 不詳
25. ↑  “康熙14年4月1日段11571”. 聖祖仁皇帝實錄. 54. 不詳
26. ↑  “康熙14年4月22日段11590”. 祖仁皇帝實錄. 54. 不詳
27. ↑  “康熙14年5月4日段11602”. 聖祖仁皇帝實錄. 55. 不詳
28. ↑  “康熙14年5月25日段11622”. 聖祖仁皇帝實錄. 55. 不詳
29. ↑  “康熙14年閏5月25日段11647”. 聖祖仁皇帝實錄. 55. 不詳
30. ↑  “康熙14年6月7日段11658”. 聖祖仁皇帝實錄. 56. 不詳
31. ↑  “康熙14年7月24日段11694”. 聖祖仁皇帝實錄. 56. 不詳
32. ↑  “康熙14年9月9日段11734”. 聖祖仁皇帝實錄. 57. 不詳
33. ↑  “康熙14年11月20日段11790”. 聖祖仁皇帝實錄. 58. 不詳
34. ↑  “康熙15年2月26日段11864”. 聖祖仁皇帝實錄. 59. 不詳
35. 1 2  “康熙16年1月22日段12105”. 聖祖仁皇帝實錄. 65. 不詳
36. ↑  “康熙17年9月11日段12628”. 聖祖仁皇帝實錄. 77. 不詳
37. ↑  “康熙18年2月3日段12744”. 聖祖仁皇帝實錄. 79. 不詳
38. ↑  “康熙18年2月11日段12753”. 聖祖仁皇帝實錄. 79. 不詳
39. ↑  “康熙18年8月18日段12933”. 聖祖仁皇帝實錄. 83. 83
40. ↑  “康熙18年11月24日段13016”. 聖祖仁皇帝實錄. 86. 不詳
41. ↑  “康熙18年12月13日段13032”. 聖祖仁皇帝實錄. 87. 不詳
42. ↑  “康熙19年1月21日段13066”. 聖祖仁皇帝實錄. 88. 不詳
43. ↑  “康熙19年3月8日段13113”. 祖仁皇帝實錄. 89. 不詳
44. ↑  “康熙19年3月9日段13114”. 聖祖仁皇帝實錄. 89. 不詳
45. 1 2  “康熙19年10月22日段13304”. 聖祖仁皇帝實錄. 92. 不詳
46. ↑  “康熙20年12月22日段13662”. 聖祖仁皇帝實錄. 99. 不詳
47. 1 2  “康熙39年12月14日段19196”. 聖祖仁皇帝實錄. 202. 不詳
48. 1 2  “康熙39年12月24日段19203”. 聖祖仁皇帝實錄. 202. 不詳
49. ↑  “順治13年1月21日段6409”. 世祖章皇帝實錄. 97. 不詳
50. 1 2  “乙二”. 愛新覺羅宗譜. 6. 不詳. p. 3221
51. ↑  参考：『清史稿』巻229では「弼喇什」としている。
52. ↑  “乙二”. 愛新覺羅宗譜. 6. 不詳. p. 3221
53. ↑  “康熙39年12月14日段19196”. 聖祖仁皇帝實錄. 202. 不詳
54. ↑  “康熙39年12月24日段19203”. 聖祖仁皇帝實錄. 202. 不詳
55. ↑  李兰琴 (1995). 《湯若望傳》. 東方出版社.  オリジナルの2020-07-16時点におけるアーカイブ。 2021年6月22日閲覧。
56. ↑  注意：「明(朝)(皇)太子」の意。「めんたいこ」に非ず。
57. 1 2 3 4 5  “清代满人的姓与名”. 中国社会科学.
58. ↑  参考：『愛新覺羅宗譜』によればヨロの一人目の嫡妻・ボルジギン氏は順治12年に三人目の子が生後間も無く夭逝して以降、分娩記録がない。二人目・ナラ氏にはそもそも子がない。三人目の嫡妻・ヘシェリ氏が康熙元年に一人目を分娩している為、順治末年か遅くとも康熙元年には、一人目と二人目の嫡妻がともに死去し、ヘシェリ氏が継妻となっていたものと思われる。尚、『聖祖仁皇帝實錄』卷235 (康熙47年10月4日/段21379) に「其妃係索額圖之妹、世祖皇帝時記名之女子。其子・馬爾渾、景熙、吳爾占等、俱係允禩妻之母舅。」とあることから、ヘシェリ氏は元々順治帝のお妃候補の一人であった。
59. 1 2 3  “雪睿王冤”. 嘯亭雜錄. 1. 不詳. "……饒余郡王阿巴泰父子略定河北，征討吳逆，累功封安親王，以其後嗣依附廉親王允祀，故世宗特斥其封。純皇夙知二王功高，……安王嗣封輔國公，以承其祀，實盛德事也。"
60. ↑  参考：『八旗滿洲氏族通譜』巻68に「烏亮海係隸滿洲旗分之蒙古一姓。其氏族世居喀拉沁ハラチン及兀魯特地方」という記載がみえる。「烏梁海」や「兀良哈」などと表記される蒙古種ウリャンカイとの関聯は不明。

### 清實錄
- 巴泰, 他『世祖章皇帝實錄』康熙11年 (1672) (漢) ＊中央研究院歴史語言研究所版
- 富察･馬斉, 張廷玉, 蒋廷錫, 他『聖祖仁皇帝實錄』雍正9年 (1731) (漢) ＊中央研究院歴史語言研究所版

### 史書
- 趙爾巽, 他100余名『清史稿』巻217, 清史館, 1928 (漢) ＊中華書局版

### そのほか
- 愛新覚羅･昭槤『嘯亭雜錄』光緒1年 (1875) (漢) ＊商務印書館版
- 『愛新覺羅宗譜』「岳樂」＊参照先：爱新觉罗宗谱网

### 論文
- 『中国社会科学』中国社会科学院, 劉小萌「清代满人的姓与名」2014年 (転載先：中華文史網より)

### Webサイト
- 「明實錄、朝鮮王朝実録、清實錄資料庫」中央研究院歴史語言研究所 (台湾)
- 「人名權威 人物傳記資料庫」中央研究院歴史語言研究所 (台湾)
- 「爱新觉罗宗谱网」遼寧省満族経済文化発展協会

## 参考
Wikipedia
- 「清代の爵位」

外部サイト
- 頭條匯「衍禧郡王羅洛宏，24歲去世，因異母姐姐告發，妻兒以不孝被監禁」(本記事への引用なし)